# Drążkowo
Drążkowo (deutsch Neuhof, kaschubisch Nowi Dwór) ist eine sehr kleine kaschubische Siedlung in der polnischen Woiwodschaft Pommern und gehört zur Gemeinde Czarna Dąbrówka (Schwarz Damerkow) im Powiat Bytowski (Kreis Bütow).

## Geographische Lage und Verkehrsanbindung
Drążkowo liegt an einem alten Postweg zwischen Mikorowo (Mickrow) und Łupawa (Lupow) in Hinterpommern. Ein Bahnanschluss besteht nicht.

## Geschichte
Im Jahre 1523 wird das damals Neuhof genannte Vorwerk als ein Teil von Karwen (heute polnisch Karwno) genannt, der mit dem Schmiedehof und dem Heidekrug im Besitz des Hans von Wobeser war. Um 1784 werden für Karwen neben anderen aufgeführt: Neuhof, die neuangelegte Kolonie Neu Karwen (Nowe Karwno), der Schmiedehof sowie zwei Katen. So ist Neuhof in seiner Geschichte mit der der Gemeinde Karwen verbunden und gehörte bis 1945 zum Landkreis Stolp im Regierungsbezirk Köslin der preußischen Provinz Pommern. Nach Kriegsende 1945 wurde der kleine Ort zusammen mit ganz Hinterpommern unter polnische Verwaltung gestellt und trägt seither die polnische Bezeichnung Drążkowo. Das Dorf gehört jetzt zur Gmina Czarna Dąbrówka im Powiat Bytowski in der Woiwodschaft Pommern (1975 bis 1998 Woiwodschaft Słupsk). Hier ist es in das Schulzenamt Wargowo (Vargow) eingegliedert.
Kirchlich war Neuhof vor 1945 in das evangelische Kirchspiel Mickrow im Kirchenkreis Stolp-Altstadt in der Kirchenprovinz Pommern der Kirche der Altpreußischen Union eingepfarrt. Heute ist Mikorowo der Sitz einer katholischen Pfarrei im Dekanat Łupawa im Bistum Pelplin der Katholischen Kirche in Polen. Evangelischerseits besteht die Zuordnung zur Kreuzkirchengemeinde in Słupsk (Stolp) in der Diözese Pommern-Großpolen der Evangelisch-Augsburgischen Kirche in Polen.